# San Juan Teita
San Juan Teita là một đô thị thuộc bang Oaxaca, México. Năm 2005, dân số của đô thị này là 511 người.